# Smysl pro tumor
Smysl pro tumor je český seriál České televize. Jeho režisérkou je Tereza Kopáčová.
Vznikl podle belgické předlohy Gevoel voor tumor od Leandera Verdievela.
První dvě epizody byly představeny v roce 2023 na festivalu Serial Killer. Seriál měl premiéru 7. ledna 2024 na ČT1.
Každý díl končí krátkými rozhovory s mladými lidmi, kteří absolvovali onkologickou léčbu a zároveň se aktivně zapojili do pacientského projektu Fuck Cancer.

## Děj
Seriál vypráví o ambiciózním studentovi medicíny ve čtvrtém ročníku Filipu Kalinovi z Hradce Králové, který chce být neurochirurgem, avšak zjistí se, že má rakovinu a musí se léčit. Začne podstupovat radioterapii i později pokoj sdílí se svérázným Antonínem, jehož navštěvuje vnučka Hana. Tu Filip shledává nesnesitelnou, stejně jako ona jeho. 

## Obsazení
| Filip Březina         | Filip Kalina                                    |
| Tereza Brodská        | Jarka Kalinová, matka Filipa                    |
| Pavel Řezníček        | Mirek Kalina, otec Filipa                       |
| Alžběta Malá          | Hana Vaňková, partnerka Filipa                  |
| Jiří Bartoška         | Antonín Vaněk, děda Hany                        |
| Natálie Řehořová      | Zuzana Stránská, sestra Filipa                  |
| Mark Kristián Hochman | Vojtěch Havlín, kamarád Filipa                  |
| Robert Nebřenský      | prof. MUDr. Aleš Brukner, primář neurochirurgie |
| Radim Jíra            | Oldřich Stránský, manžel Zuzany                 |
| Aleš Petráš           | MUDr. Přemysl Levinský, neurolog                |

## Seznam dílů
| Č. v seriálu | Scénář         | Datum premiéry | Sledovanost (v mil.) |
| ------------ | -------------- | -------------- | -------------------- |
| 1            | Matěj Podzimek | 7. ledna 2024  | 1,226                |
| 2            | Matěj Podzimek | 14. ledna 2024 | 1,268                |
| 3            | Matěj Podzimek | 21. ledna 2024 | 1,275                |
| 4            | Matěj Podzimek | 28. ledna 2024 | 1,211                |
| 5            | Matěj Podzimek | 4. února 2024  | 1,184                |
| 6            | Matěj Podzimek | 11. února 2024 | 1,244                |
| 7            | Matěj Podzimek | 18. února 2024 | 1,171                |
| 8            | Matěj Podzimek | 25. února 2024 | 1,208                |